# Laktoza
Laktoza, cukier mleczny (łac. lac ‘mleko’), C12H22O11 – organiczny związek chemiczny z grupy węglowodanów, dwucukier zbudowany z D-galaktozy i D-glukozy, połączonych wiązaniem β-1,4-glikozydowym. Występuje w mleku wszystkich ssaków w ilości 2–8%. Jest mniej słodka niż glukoza i sacharoza.

## Otrzymywanie i wykorzystanie
Laktozę otrzymuje się z serwatki podczas produkcji sera. Stosowana jest w przemyśle farmaceutycznym jako wypełniacz, w lecznictwie, przemyśle spożywczym i w pirotechnice. Jest najczęściej używaną substancją pomocniczą (excipiens) w recepturze aptecznej. Służy do sporządzania rozcierek (triturationes), w celu uzyskania określonego stężenia substancji czynnej lub jako zabezpieczenie proszków silnie wilgotniejących.
Koncentrat laktozowy uzyskiwany z serwatki jest używany do skarmiania trzody chlewnej.

## Metabolizm
W jelicie cienkim laktaza, obecna w rąbku szczoteczkowym błony śluzowej ssaków, rozkłada laktozę na składowe cukry proste – glukozę i galaktozę, które ulegają wchłanianiu (absorpcji jelitowej). U człowieka najwyższa aktywność laktazy występuje u noworodków i niemowląt w okresie karmienia piersią, później stopniowo zmniejsza się z wiekiem i u większości osób dorosłych osiąga zaledwie 10% aktywności pierwotnej.
Najczęściej spotykanym schorzeniem jest pierwotny niedobór laktazy typu dorosłych, a także wtórny niedobór laktazy spowodowany działaniem czynników chorobotwórczych na błonę śluzową jelita cienkiego. Wyjątkowo rzadko zdarza się genetycznie uwarunkowany wrodzony niedobór laktazy.

Na podstawie przeprowadzonych badań naukowych ocenia się, że w Polsce u 17–37% populacji dorosłej występuje niedobór laktazy, co może prowadzić do występowania objawów nietolerancji laktozy.

## Historia
Istnienie składnika mleka, później nazwanego laktozą, zostało ogłoszone w 1619 roku przez Fabrizio Bartolettiego, który otrzymał preparat nazwany przez siebie manną (zawartość masowa laktozy 85%), składnik ten został zaklasyfikowany jako cukier w roku 1780 przez Carla Wilhelma Scheelego. Wydzielenie laktozy w postaci czystej, identyfikacja i opisanie właściwości tego składnika mleka zostało dokonane w 1893 roku przez Franza von Soxhleta.

## Zawartość laktozy w mleku i produktach mlecznych
Laktoza występuje nie tylko w mleku krowim, ale także w mleku wszystkich ssaków, w tym również w mleku kobiecym. Na ogół osoby dorosłe z hipolaktazją nie odczuwają dolegliwości po spożyciu w jednorazowej dawce produktów zawierających 5–10 g laktozy. Taką ilość laktozy zawiera 100–200 ml mleka słodkiego, jogurtu, kefiru lub maślanki. U niektórych osób dorosłych można zastosować farmakologiczną postać laktazy w tabletkach. Tabletki z laktazą przyjmuje się jednocześnie ze spożywaniem mleka czy produktów mlecznych. Do wielu produktów w procesie produkcji może być dodane mleko lub produkty mleczne – są to tak zwane „ukryte” źródła laktozy (np. do produkcji większości rodzajów chleba i margaryn dodaje się mleko).
Zawartość laktozy w 100 g wybranych produktów mlecznych:
- mleko słodkie krowie – od 4,6 do 4,9 g laktozy
- mleko słodkie kozie – 4,4
- mleko słodkie owcze – 5,1
- mleko krowie w proszku – od 39 do 51
- mleko krowie zagęszczone – od 9,4 do 10,3
- jogurt – od 4,6 do 5,0
- kefir – 4,1
- maślanka – 4,7
- serwatka – 5,1
- sery żółte – 0,1
- sery białe – od 2,9 do 3,1
- ser typu „Feta” – 1,0
- serek homogenizowany – od 2,0 do 2,9
- serek ziarnisty (wiejski) – 3,3
- serek typu fromage – 2,0
- ser topiony – 1,0
- lody – 4,4
- śmietana, śmietanka – od 3,1 do 4,0